# Santiago Astata
Santiago Astata är en kommun i Mexiko.   Den ligger i delstaten Oaxaca, i den sydöstra delen av landet, 500 km sydost om huvudstaden Mexico City.
Följande samhällen finns i Santiago Astata:
- Fraccionamiento la Tortolita